# Giambattista Spada

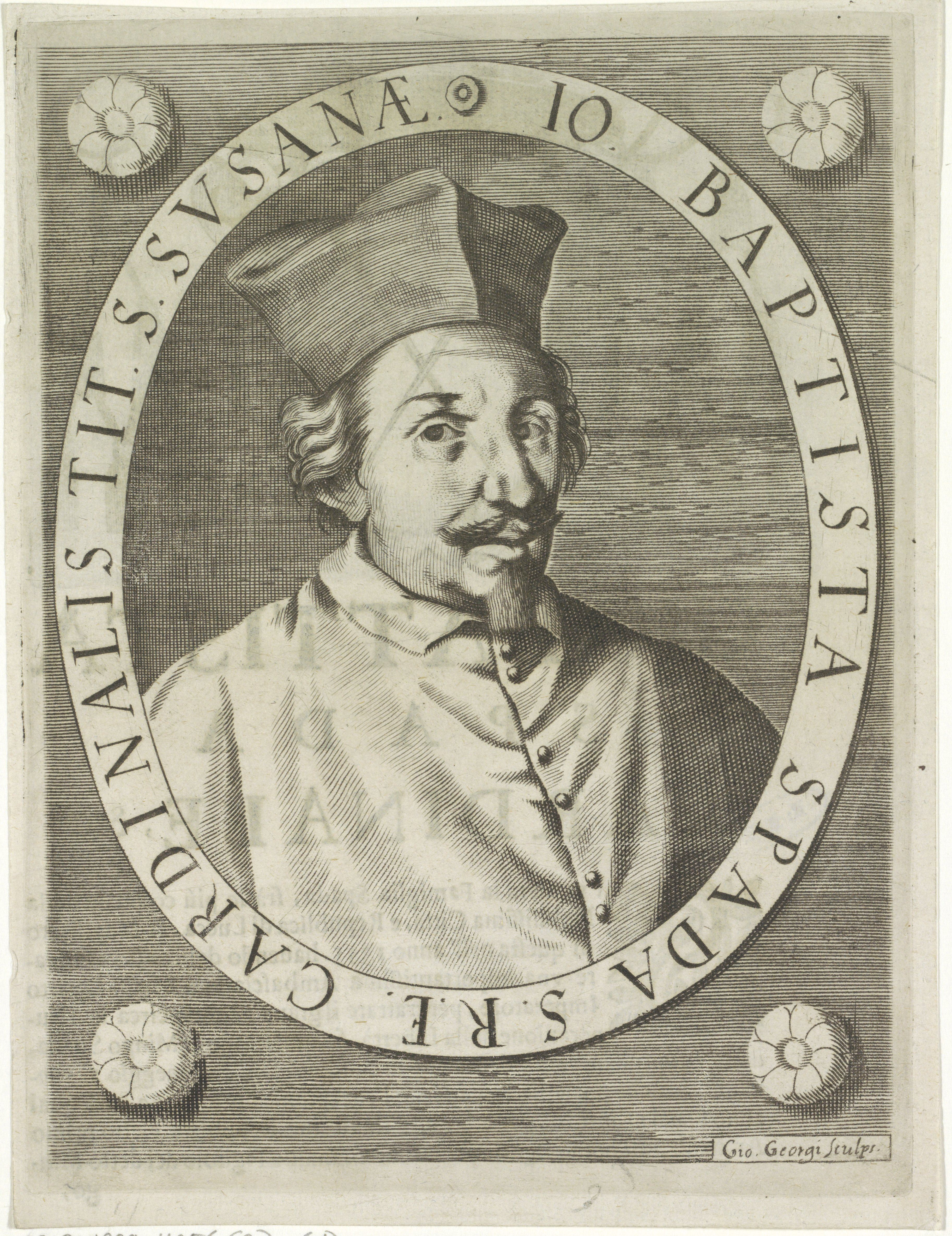
Giambattista Kardinal Spada (Portraitstich von Giovanni Georgi; 17. Jhd.)

Giambattista Spada (* 28. August 1597 in Lyon; † 23. Januar 1675 in Rom) war ein italienischer Kardinal und Patriarch.

## Vita

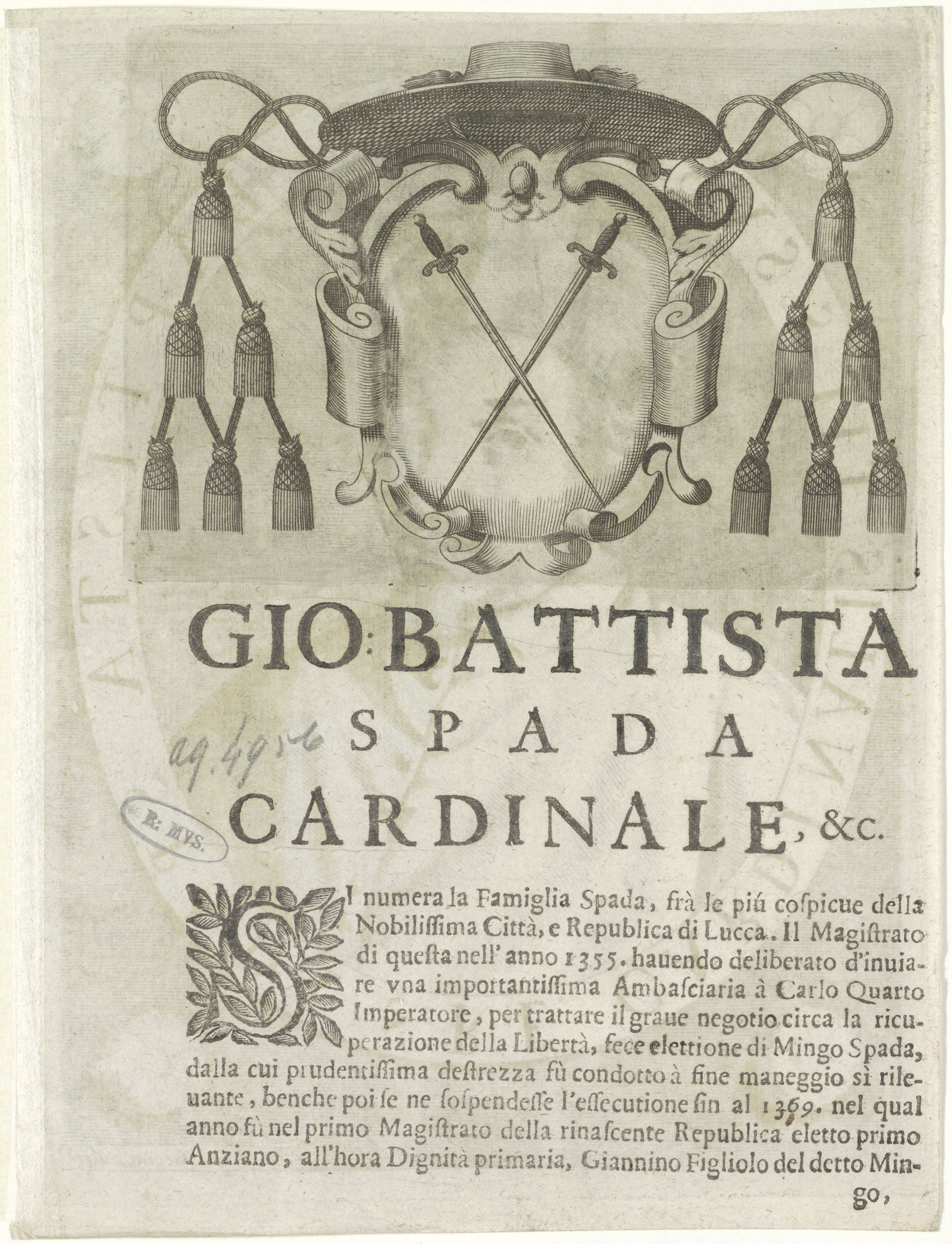
Kardinalswappen (gedruckte Buchillustration von Giovanni Georgi, 17. Jh.)

Er entstammt einer Adelsfamilie aus Lucca und war ein Neffe von Kardinal Bernardino Spada.
1606 wurde er nach Rom geschickt, wo er von seinem Onkel Giambattista Spada, einem Avvocato Concistoriale, instruiert wurde.
Während des Pontifikats von Paul V. trat er 1618 als Avvocato Concistoriale in die Römische Kurie ein. Von 1624 bis 1629 war er Sekretär der Congregazione del Buon Governo; 1630 wurde er zum Sekretär Congregazione di Sanità ernannt. Von 1635 bis 1643 war er Gouverneur von Rom. Während des Pontifikats von Urban VIII. war er Staatssekretär in der Nachfolge von Kardinal Francesco Adriano Ceva. Während des Pontifikats von Innozenz X. war er auch Rektor der Universität La Sapienza.
Am 3. August 1643 wurde er zum Titularpatriarchen von Konstantinopel ernannt und am 23. August desselben Jahres von Kardinal Marcantonio Franciotti zum Bischof geweiht. Ab 1644 war er Präsident der Provinz Romagna.
Im Konsistorium vom 2. März 1654 wurde Giambattista Spada von Papst Innozenz X. zum Kardinal erhoben und erhielt am 23. März desselben Jahres die Titelkirche Santa Susanna. Von 1654 bis 1657 war er Päpstlicher Legat von Ferrara. Am 27. Januar 1659 entschied er sich für die Titelkirche San Marcello al Corso und am 25. September 1673 für San Crisogono.
Er nahm am Konklave 1655, am Konklave 1667 und am Konklave 1669–1670 teil, bei denen die Päpste Alexander VII., Clemens IX. und Clemens X. gewählt wurden.
Er starb in Rom und wurde in der Kirche Santa Croce e San Bonaventura dei Lucchesi bestattet.